# Djebel Saddine
Le djebel Saddine (arabe : جبل الصدين) est une montagne située dans le gouvernorat du Kef, au Nord-Ouest de la Tunisie.
Il abrite la réserve naturelle homonyme créée en 2009 et couvrant une superficie de 2 600 hectares.
La zone est désignée site Ramsar le 2 février 2015.